# Списък с епизоди на „Скуби-Ду! Мистерия ООД“
Това е списъкът с епизоди на анимационния сериал „Скуби-Ду! Мистерия ООД“ с оригиналните дати на излъчване в САЩ и България.

## Сезон 1: 2010 – 2011
| Номер | Заглавие                                                                    | Първо излъчване в САЩ                                 | Първо излъчване в България |
| ----- | --------------------------------------------------------------------------- | ----------------------------------------------------- | -------------------------- |
| 1     | Пази се от Звяра в пещерата (Beware the Beast From Below)                   | 5 април 2010 г. (рекламно) 12 юли 2010 г. (официално) | 12 септември 2011 г.       |
| 2     | Зловещите създания (The Creeping Creatures)                                 | 19 юли 2010 г.                                        | 13 септември 2011 г.       |
| 3     | Тайната на призрачния камион (Secret of the Ghost Rig)                      | 26 юли 2010 г.                                        | 14 септември 2011 г.       |
| 4     | Отмъщението на Човека рак (Revenge of the Man Crab)                         | 2 август 2010 г.                                      | 15 септември 2011 г.       |
| 5     | Тайнствената песен (The Song of Mystery)                                    | 9 август 2010 г.                                      | 16 септември 2011 г.       |
| 6     | Легендата за Алис Мей (The Legend of Alice May)                             | 16 август 2010 г.                                     | 19 септември 2011 г.       |
| 7     | Пази се от Фантомът (In Fear of the Phantom)                                | 23 август 2010 г.                                     | 20 септември 2011 г.       |
| 8     | Ръката на Гнома (The Grasp of the Gnome)                                    | 30 август 2010 г.                                     | 21 септември 2011 г.       |
| 9     | Битката на Хумангоидите (Battle of the Humungonauts)                        | 6 септември 2010 г.                                   | 22 септември 2011 г.       |
| 10    | Воят на ужасната хрътка (Howl of the Fright Hound)                          | 4 октомври 2010 г.                                    | 23 септември 2011 г.       |
| 11    | Тайният серум (The Secret Serum)                                            | 11 октомври 2010 г.                                   | 26 септември 2011 г.       |
| 12    | Сонарна лудост (The Shrieking Madness)                                      | 18 октомври 2010 г.                                   | 27 септември 2011 г.       |
| 13    | Когато цикадата ти звъни (When the Cicada Calls)                            | 25 октомври 2010 г.                                   | 28 септември 2011 г.       |
| 14    | Щатските финали по решаване на мистерии (Mystery Solvers Club State Finals) | 3 май 2011 г.                                         | 29 септември 2011 г.       |
| 15    | Дивото ято (The Wild Brood)                                                 | 10 май 2011 г.                                        | 30 септември 2011 г.       |
| 16    | Откъдето мине Афродита (Where Walks Aphrodite)                              | 17 май 2011 г.                                        | 3 ноември 2011 г.          |
| 17    | Бягство от изчезналото имение (Escape From Mystery Manor)                   | 24 май 2011 г.                                        | 4 ноември 2011 г.          |
| 18    | Тайната на дракона (The Dragon's Secret)                                    | 31 май 2011 г.                                        | 5 ноември 2011 г.          |
| 19    | Нощен страх (Nightfright)                                                   | 7 юни 2011 г.                                         | 6 ноември 2011 г.          |
| 20    | Песента на сирената (The Siren's Song)                                      | 14 юни 2011 г.                                        | 7 ноември 2011 г.          |
| 21    | Заплахата на Мантикорът (Menace of the Manticore)                           | 21 юни 2011 г.                                        | 10 ноември 2011 г.         |
| 22    | Атаката на безглавия ужас (Attack of the Headless Horror)                   | 28 юни 2011 г.                                        | 11 ноември 2011 г.         |
| 23    | Духове в Кристал Коув (A Haunting in Crystal Cove)                          | 5 юли 2011 г.                                         | 12 ноември 2011 г.         |
| 24    | Съдникът (Dead Justice)                                                     | 12 юли 2011 г.                                        | 13 ноември 2011 г.         |
| 25    | Пионки на Сенките (Pawn of Shadows)                                         | 19 юли 2011 г.                                        | 14 ноември 2011 г.         |
| 26    | Всички се страхувайте от Злия! (All Fear the Freak)                         | 26 юли 2011 г.                                        | 17 ноември 2011 г.         |

## Сезон 2: 2012 – 2013
| Номер | Заглавие                                                                                             | Първо излъчване в САЩ                                 | Първо излъчване в България |
| ----- | --- | ----------------------------------------------------- | -------------------------- |
| 1     | Нощта, когато Клоунът плака (The Night the Clown Cried)                                              | 30 март 2012 г. (рекламно) 30 юли 2012 г. (официално) | 17 септември 2012 г.       |
| 2     | Къщата на кошмарната вещица (The House of the Nightmare Witch)                                       | 31 юли 2012 г.                                        | 18 септември 2012 г.       |
| 3     | Нощта, когато Клоунът плака 2: Сълзите на Обречените (The Night the Clown Cried II – Tears of Doom!) | 1 август 2012 г.                                      | 19 септември 2011 г.       |
| 4     | Лабиринтът на кошмара (Web of the Dreamweaver!)                                                      | 2 август 2012 г.                                      | 20 септември 2012 г.       |
| 5     | Ужасният Ходаг (The Hodag of Horror)                                                                 | 3 август 2012 г.                                      | 21 септември 2012 г.       |
| 6     | Мрачно изкуство (Art of Darkness!)                                                                   | 6 август 2012 г.                                      | 24 септември 2012 г.       |
| 7     | Мракът се сгъстява (The Gathering Gloom)                                                             | 7 август 2012 г.                                      | 25 септември 2012 г.       |
| 8     | Нощ в обитаваната планина (Night on Haunted Mountain)                                                | 8 август 2012 г.                                      | 26 септември 2012 г.       |
| 9     | Съдникът Грим (Grim Judgment)                                                                        | 9 август 2012 г.                                      | 27 септември 2012 г.       |
| 10    | Нощен терор (Night Terrors)                                                                          | 10 август 2012 г.                                     | 28 септември 2012 г.       |
| 11    | Полунощната зона (The Midnight Zone)                                                                 | 13 август 2012 г.                                     | 1 октомври 2012 г.         |
| 12    | Злият мечок (Scarebear)                                                                              | 14 август 2012 г.                                     | 2 октомври 2012 г.         |
| 13    | Гневът на Крампус (Wrath of the Krampuss)                                                            | 15 август 2012 г.                                     | 3 октомври 2012 г.         |
| 14    | Зло Сърце (Heart of Evil)                                                                            | 16 август 2012 г.                                     | 20 май 2013 г.             |
| 15    | Театърът на обречените (Theater of Doom)                                                             | 17 август 2012 г.                                     | 21 май 2013 г.             |
| 16    | Извънземни сред нас (Aliens Among Us)                                                                | 25 март 2013 г.                                       | 22 май 2013 г.             |
| 17    | Ужасното стадо (The Horrible Herd)                                                                   | 25 март 2013 г.                                       | 23 май 2013 г.             |
| 18    | Танцът на Немъртвите (Dance Of The Undead)                                                           | 26 март 2013 г.                                       | 24 май 2013 г.             |
| 19    | Лакомия (The Devouring)                                                                              | 27 март 2013 г.                                       | 27 май 2013 г.             |
| 20    | Давайте парите (Stand And Deliver)                                                                   | 28 март 2013 г.                                       | 28 май 2013 г.             |
| 21    | Мъжът в огледалото (The Man In The Mirror)                                                           | 29 март 2013 г.                                       | 29 май 2013 г.             |
| 22    | Кошмар в червено (Nightmare In Red)                                                                  | 2 април 2013 г.                                       | 30 май 2013 г.             |
| 23    | Тъмната нощ на ловците (Dark Night Of The Hunters)                                                   | 3 април 2013 г.                                       | 31 май 2013 г.             |
| 24    | Портата на мрака (Gates of Gloom)                                                                    | 4 април 2013 г.                                       | 3 юни 2013 г.              |
| 25    | През завесата (Through The Curtain)                                                                  | 5 април 2013 г.                                       | 4 юни 2013 г.              |
| 26    | И злото се развали (Come Undone)                                                                     | 5 април 2013 г.                                       | 5 юни 2013 г.              |